# I Love Trouble
I Love Trouble, är en amerikansk action-komedi från 1994 i regi av Charles Shyer med Julia Roberts och Nick Nolte i huvudrollerna. Filmen hade Sverigepremiär den 26 augusti 1994.

## Handling
Peter Brackett (Nick Nolte) och Sabrina Peterson (Julia Roberts) jobbar på två konkurrerande tidningar i Chicago. Hon är ung och grön medan han är gammal och ärrad. Båda bevakar en mystisk tågolycka och kämpar om ledtrådar, och för att komma till botten av fallet tvingas de gräva ner stridsyxan och samarbeta. Spåren leder de till Las Vegas där deras samarbete får romantiska konsekvenser. Men frågan är om de verkligen kan lita på varandra?

## Om filmen
Filmen spelades in i Illinois, Nevada och Wisconsin.

## Rollista (urval)
| Nick Nolte           | – Peter Brackett                       |
| Julia Roberts        | – Sabrina Peterson                     |
| Saul Rubinek         | – Sam Smotherman                       |
| James Rebhorn        | – Mando, The Thin Man                  |
| Robert Loggia        | – Matt, chefredaktör för The Chronicle |
| Kelly Rutherford     | – Kim                                  |
| Olympia Dukakis      | – Jeannie, Peters sekretrerare         |
| Marsha Mason         | – Senator Gayle Robbins                |
| Eugene Levy          | – Ray, Justice of the Peace            |
| Charles Martin Smith | – Rick Medwick                         |
| Dan Butler           | – Wilson Chess                         |
| Paul Gleason         | – Kenny Bacon                          |
| Jane Adams           | – Evans                                |
| Lisa Lu              | – Mrs. Virgina Hervey                  |
| Nora Dunn            | – Lindy                                |